# 意識高い系
意識高い系（いしきたかいけい）とは、自己顕示欲と承認欲求が強く自分を過剰に演出するが相応の中身が伴っていない人、前向き過ぎて空回りしている人、インターネット等において自分の経歴・人脈を演出して自己アピールを絶やさない人などを意味する俗称である。本当の意味で意識が高い人の表面的な真似に過ぎないため、「系」と付けられている。
若者・学生に対して使用されることが多いが、ビジネスマンや社会人に対して使用される場合もある。「意識高い系」の特徴として、自己啓発（ボランティア・政治）活動や人脈のアピール、あえて流行のカタカナ語を使うなどが挙げられる。セミナーやパーティへの参加、著名人との関わりなど人脈や友人の数、努力の過程などをTwitter（現：X）やFacebookなどのソーシャル・ネットワーキング・サービス(SNS)で他者へ過剰にアピールし、実績も行動も伴っていない人物を意味する。嘲笑の対象として「意識高い系（笑）」と表記されることもある。
逆に「意識が高い」という場合は、能力が高く、知識や経験が豊富で、行動も実績も伴っている人物への肯定的評価の言葉である。

## 発祥
2000年代半ばに、就職活動の場面において使われ出した「意識が高い学生」という言葉は「能力が高く、知識も経験も豊富な優秀な人材」という意味を持ち、ネガティブなイメージは無かった。しかし、2008年に発生したリーマン・ショックの影響により学生の求人が減ったことや、各種SNSが日本に上陸したことで、目立ちたがりの学生が実際に目に付くようになった。学生が各種講演会に出向いたり学生団体を立ち上げたりしたことをSNSに投稿するようになり、その欺瞞的態度に対する批判が挙がった。朝日新聞社が運営するWithnewsは、2008年時点で既に「意識の高い学生」という言葉は末尾に「（笑）」が付けられるなど嘲笑の対象とされており、2010年になるともはや嫌悪の対象となっていたと報じている。また、朝日新聞の記事は、2000年代半ばの「意識が高い学生」はSNSを駆使するなど周囲から持てはやされていたのに対して、2010年頃から「見掛けは良くても成果が無い」とネット上で批判され始めるようになり、瞬く間に批判的な意味として定着するようになったとしている。
現代用語の基礎知識（2016年版）でも同様に、かつて就職情報会社が開催するイベントで「意識の高い学生が集まるセミナー」などと銘打った宣伝が行われていたことに由来するとしており、「意識が高く行動力があることは結構だが、それが空回りしていたり、ポイントがズレていたり、自己顕示欲の高さが感じられるので、揶揄の対象となっている」としている。また、対象が学生の場合は「意識の高い学生」、社会人の場合は「意識の高い社会人」と呼称し、「意識高い系」は年齢に関係なくひとくくりにして呼ぶ場合に用いられるものとしている。

## 言葉の普及・メディア利用
2012年には千葉商科大学専任講師の常見陽平が、新書『「意識高い系」という病　―ソーシャル時代にはびこるバカヤロー―』を出版し、「意識高い系」という言葉を広めた。常見は「意識高い系」は本来「口先だけで成果の無い人」を揶揄する言葉であり、「勉強や部活動を真面目に頑張っている人」や「頑張る前向きな人」を蔑む意味合いで使われるのは本意ではないと表明している。
2015年3月にはNHK BSプレミアムにて『その男、意識高い系。』というドラマが放送された
日本経済新聞は2015年6月の記事で「様々な活動に積極的に参加し、自分を成長させる努力をする人」を冷やかす意味合いとして「意識高い系（笑）」が使われる風潮があると報じているほか、朝日新聞社も2016年3月の記事で「真面目に就職活動をしているだけで『意識高い系』と言われることがある」、「課題が多く出る難しい授業を取るだけで『意識高い』と言われる」などの意見を紹介しており、単に「真面目」という意味で使われる傾向も多いと報じている。また、2016年に読売新聞では「世間の常識と少し違うことを発言した場合」に「意識高い系」と揶揄されることがあると報じている。同年にwithnewsでは、「意識の高い学生」批判の構図として「1.中身・成果がある本当に意識の高い人」、「2.意識の高い人の真似をするだけで中身が無い『（笑）』が付く人」、「3.何もできずにいる人」の3層が存在し、3が2を攻撃し炎上が発生したことによってそのままネガティブなイメージが定着したとする意見を掲載している。

## 特徴
常見陽平は、「意識高い系」の特徴として「自分のプロフィールを『盛る』」、「名言を吐きまくる」、「横文字（カタカナ語）を多用する」、「人脈作りに熱心」、「勉強会や異業種交流会をやたら開く」、「ビジネス書を多読し、中途半端にその真似をする」、「少し関わっただけの案件に対し、全て自分がやったかのように言う」などを挙げている。また、「やたらとカッコつける」、「自分磨きに取り組む」、「就職活動のイベントに積極的に参加する」、「スターバックスでMacBookを使う」（ノマドワーカー）、「大学在学中に起業し、CEOの肩書の名刺を持ち歩く」なども「意識高い系」のイメージとして語られることがある。
精神科医の片田珠美は、「意識高い系」とは「『意識が高い人』を装いながら空回りしている人」を皮肉った言葉であると述べ、他者からの承認欲求が強過ぎて滑稽に見えるケースであるとしており、片田珠美は、「意識高い系」のタイプとして、目に余る上昇志向、高すぎる自己評価、「頑張っている自分自身」が好き、驕り高ぶった特権意識、傲慢な金満主義の5点を挙げている。
著述家の古谷経衡は、「意識高い系」について、実際に意識の高い人間を茶化すための言葉ではなく、意識の高い「ふり」をしている中途半端な人間を指すとしており、意識の高さをアピールすることによる他者からの承認欲求が透けて見えることを意味するとしている。また、「意識高い系」の人間は他者の勝利や成功の部分のみをトレースし、努力を忌避したり、努力をする人間自体を見下す傾向にあると論じている。
思想活動家の外山恒一は、「グローバリズム下、ネオリベラリズム下の資本の要請に応えうるような労働力商品として自らを鍛えようという意識の高い、要するに現体制への過剰迎合に余念のない」ことが特徴で、合言葉は「選挙に行こう!」だとしている。
第二次世界大戦前の日本で「エロ」や「敵性文化」の追放を訴え娯楽統制を下から推進した「投書階級」も、自身を大衆と同一視されたくないための意識の高さアピールが背景にあったと指摘される。
外資コンサルタント出身の経済思想家倉本圭造は、「外資コンサルにいるような人は『この遅れた日本のやり方を根底から覆して改革してやる！』みたいな気分の人が多かった」とし、「『ローカルに昔からあるもの』を『グローバルな抽象的基準』で上から目線でぶっ叩いて『ダメだねえ』みたいな感じで覆そうとする」者を「古い意識高い系」と呼んでいる。

## 対象物

### カタカナ語
一般人が言われても意味が分かりにくいカタカナ語を使うことは意識高い系の行為として忌避される。フリーアナウンサーの石井亮次は、会話で使わない方が良い「意識高い系カタカナ語」の例としてモチベーション・ソリューション・コンセンサス・バリュー ・アサイン・エビデンス・サスティナブル・ダイバーシティ・インフルエンサー・リスペクトを挙げている。

### SDGs
進学や就職活動を有利に進めるために自己を意識高い系であると演出する手段として、SDGs（持続可能な開発目標）をテーマに扱うサークルなどに参加するケースが見られる。
また、食糧危機問題（SDGs17の目標2-4）に備えた代替肉の候補のひとつとして高等学校での給食提供などで社会的実験が進んでいるコオロギ食についても、安全性やリスクへの懸念、生理的嫌悪感などから「意識高い系の人々による同調圧力を感じて息苦しさを感じている」との批判がある。
人間関係コンサルタントの木村隆志によると日本国では、企業もメディアもまるで免罪符であるかのように「SDGsの推進」を掲げている。これに対しては「意識高い系の人々による同調圧力」だと反発し息苦しいと思っている人々が現れている。彼らに対して、木村は「コオロギより先にやることがある」「国も企業もメディアも、何かの免罪符のようにSDGsの推進を掲げています」「SDGsに気を配れるほど、現在の生活に余裕がある人々ばかりではない」との分析をしている。
SDGsに関する番組のナビゲーターも務めているタレントのSHELLYは「意識高い系なので（SDGsを語ると）熱くなっちゃう」と発言し、自分の子どもから「もういいよ」という感じで拒否された経験もありSDGsを伝えることは難しいと明かしている。

#### ウォーク・キャピタリズム
民間企業が前衛的な倫理感を支持し、それを社会影響力の誇示として利用することを、ウォーク・キャピタリズム（Woke Capitalism）と呼ぶ。企業は株主よりも、従業員や購買者の声を尊重し、とりわけ気候変動、銃規制、人種差別、LGBTQ+を含めたジェンダー平等、性暴力廃絶などの課題解決を訴える。
経済学者の中野剛志は、こうしたウォーク・キャピタリズムの流れは「意識高い系資本主義」に過ぎず、「例えば、「意識高い系」の富裕者層は、気候変動対策の寄付には応じるし、貧困対策にも一定の寄付をするだろう。しかし、国富の25%を1%の富裕者層が専有するような極端な経済的不平等を是正するといった社会正義の実現となると、「意識高い系」の富裕者層は一切触れようとはしない。それどころか、全力で反対するのである」「この「意識高い系」に偽装された新自由主義は、見えにくくなっている上、ポリティカル・コレクトネスの威力によって批判しにくくなっているだけに、かつてのような露骨な新自由主義よりも、ずっと質が悪いと言えるだろう」、同じく経済学者の森永卓郎は「その企業で働く労働者を「社会貢献だ」と言って、低賃金で働かせることもできる。つまり、企業が社会貢献活動をアピールするのは、人や地球のことを考えているのではなく、安定してカネを稼ぎ続けるための手段なのだ」と述べている。
「グローバルとグリーン」「持続可能性」などを民衆に強いて、炭素クレジットなどの「贖宥状」を買う支配層の存在など、中世西洋封建制と類似した「新しい封建制」であるという指摘もある。

## 関連書籍
- 常見陽平『「意識高い系」という病: ソーシャル時代にはびこるバカヤロー』〈ベスト新書〉391、ベストセラーズ、2012年。ISBN 978-4584123911。
- 榎本博明『薄っぺらいのに自信満々な人』〈日経プレミアシリーズ〉281、日本経済新聞出版社、2015年。ISBN 9784532262815。
- 古谷経衡『「意識高い系」の研究』〈文春新書〉1102、文藝春秋、2017年。ISBN 9784166611027。